# Bocal (musique)
Pour les articles homonymes, voir Bocal.

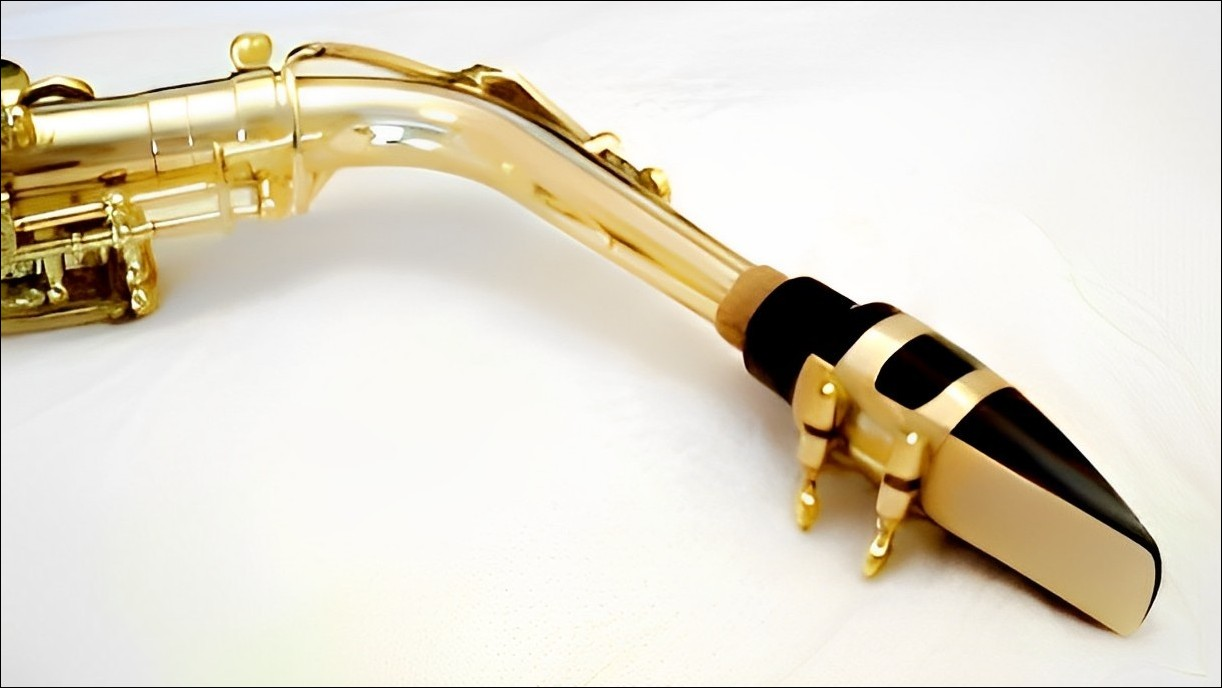
Bec d'un saxophone alto monté sur son bocal (partie coudée)

Le bocal (en anglais : bocal, crook, neck) est un élément se plaçant entre l'excitateur (bec, anche double, capsule) et le corps de l'instrument à vent, dont la fonction première est d'assurer l'ergonomie générale de l'instrument. Il s'agit souvent d'une pièce métallique courbe qui permet à l'instrumentiste de joindre à la fois l'embouchure et le corps d'instrument avec les mains dans une position confortable. On le retrouve principalement sur les saxophones, le basson, le cor anglais, le cor de basset et les grandes clarinettes.
Il est de forme:
- conique pour les instruments à  perce conique : basson, douçaine, saxophone, hautbois, cor anglais...
- cylindrique pour les instruments à perce cylindrique : clarinette[a]...

Le bocal est généralement amovible pour faciliter le transport de l'instrument. Il peut être recouvert d'un manchon en liège à leur extrémité inférieure, de sorte que le bocal s'insère fermement dans la monture située à l'extrémité supérieure de l'instrument; dans le cas contraire, l'extrémité inférieure s'insère dans un assemblage de type tenon-mortaise à jeu mécanique nul avec une vis de serrage.
Selon le type d'instrument, l'accord de l'instrument s'obtient en faisant varier soit l'enfoncement du bec sur le bocal, soit l'enfoncement du liège du bocal dans le corps de l'instrument, ou soit la longueur du bocal pour les bocaux extensibles.
Le bocal peut être fabriqué dans différents métaux, par exemple en maillechort, en laiton, en argent sterling ou même en or.
Certains facteurs d'instruments et des spécialistes de la facture de bocal proposent des alternatives au bocal standard livré avec un instrument (Henri Selmer Paris, Stephan Boesken, Blashaus, Charles Bay...).

## Cas du hautbois

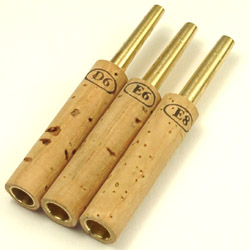
Un tube et son manchon pour ligaturer l'anche double du hautbois.

Dans le cas du hautbois, le bocal est constitué d'un petit tube conique en laiton sur lequel l'anche est ligaturée. L'autre extrémité est dotée d'un manchon en liège pour permettre une insertion étanche dans le corps de l'instrument et facilite son accordage.

## Cas de la clarinette basse
Certains facteurs de clarinette basse propose des ouvertures différentes pour l'angle du bocal:
- bocal à angle ouvert : ce bocal permet de remonter l'instrument et de jouer facilement en position debout. La position du bec est proche de l'horizontal et se rapproche de celle d'un saxophone ténor. Cette position nécessite au bassiste de reprendre son embouchure.
- bocal à angle fermé : le bassiste retrouve une position du bec inclinée proche de celle de la clarinette soprano. Ce bocal est généralement préféré pour jouer en position assise.

Contrairement au bec de saxophone, le bec de clarinette dispose d'un tenon entouré de liège ; ce tenon est inséré dans le réceptacle de l'extrémité supérieure du bocal.

## Galerie

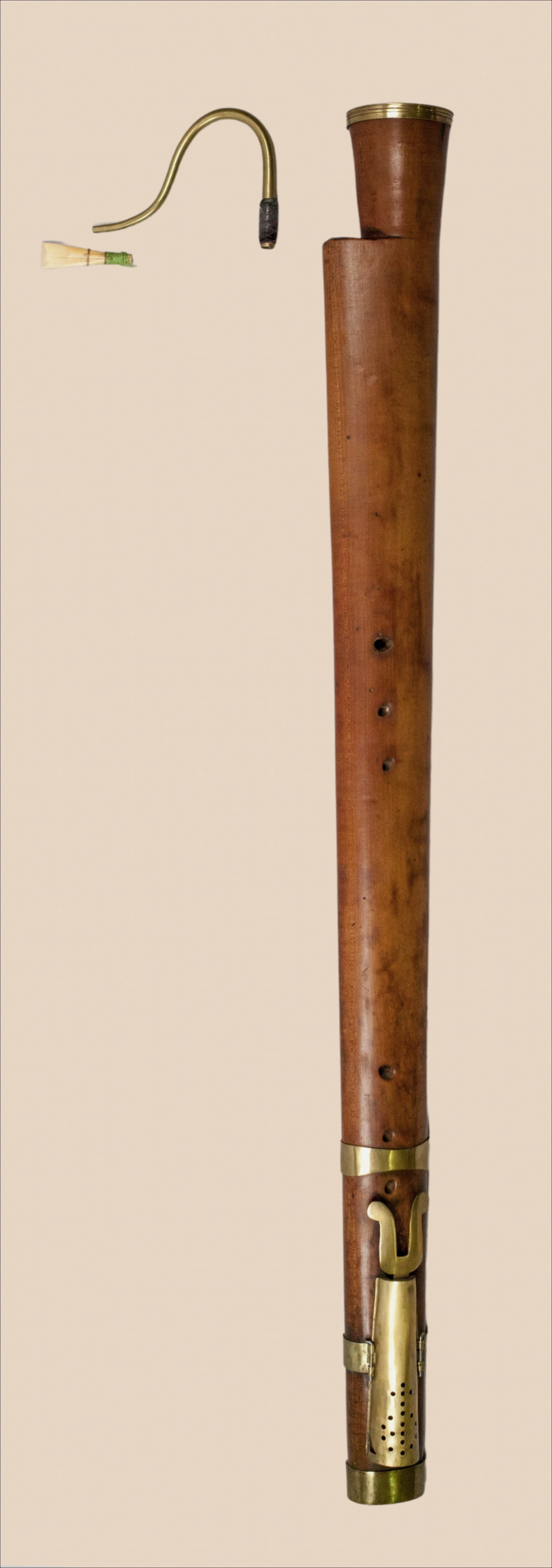
Doucaine du XVIIe siècle avec bocal et anche.
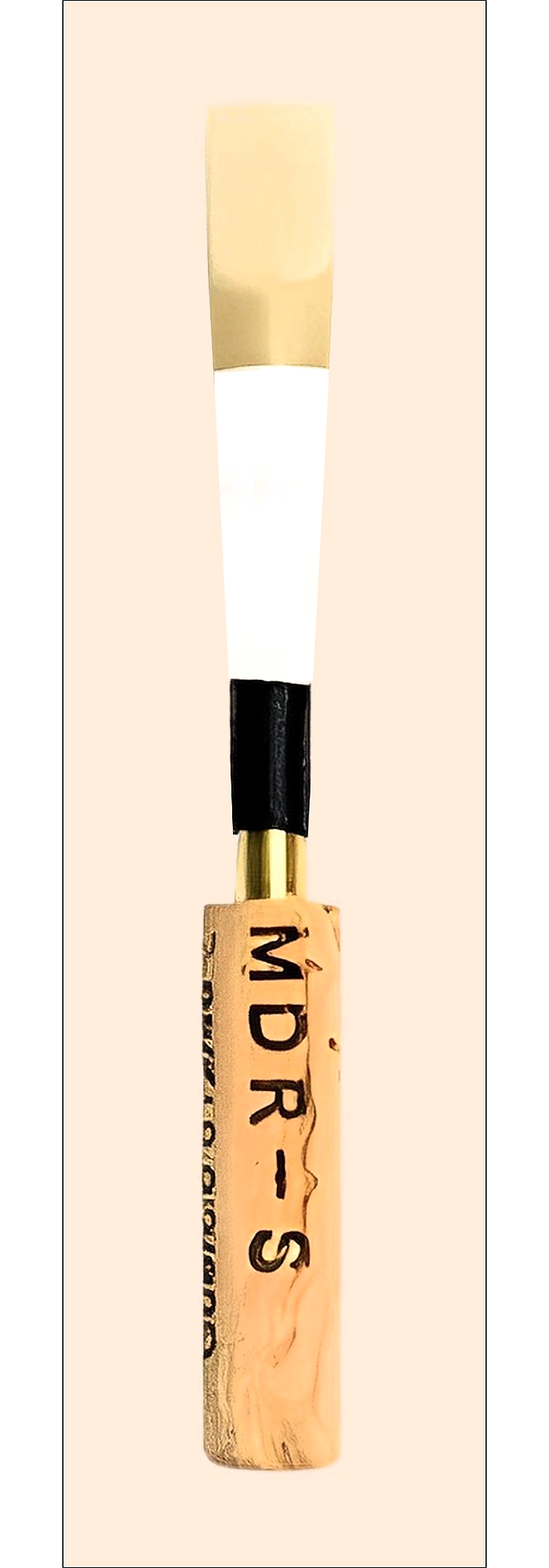
Anche de hautbois ligaturée sur son tube droit.
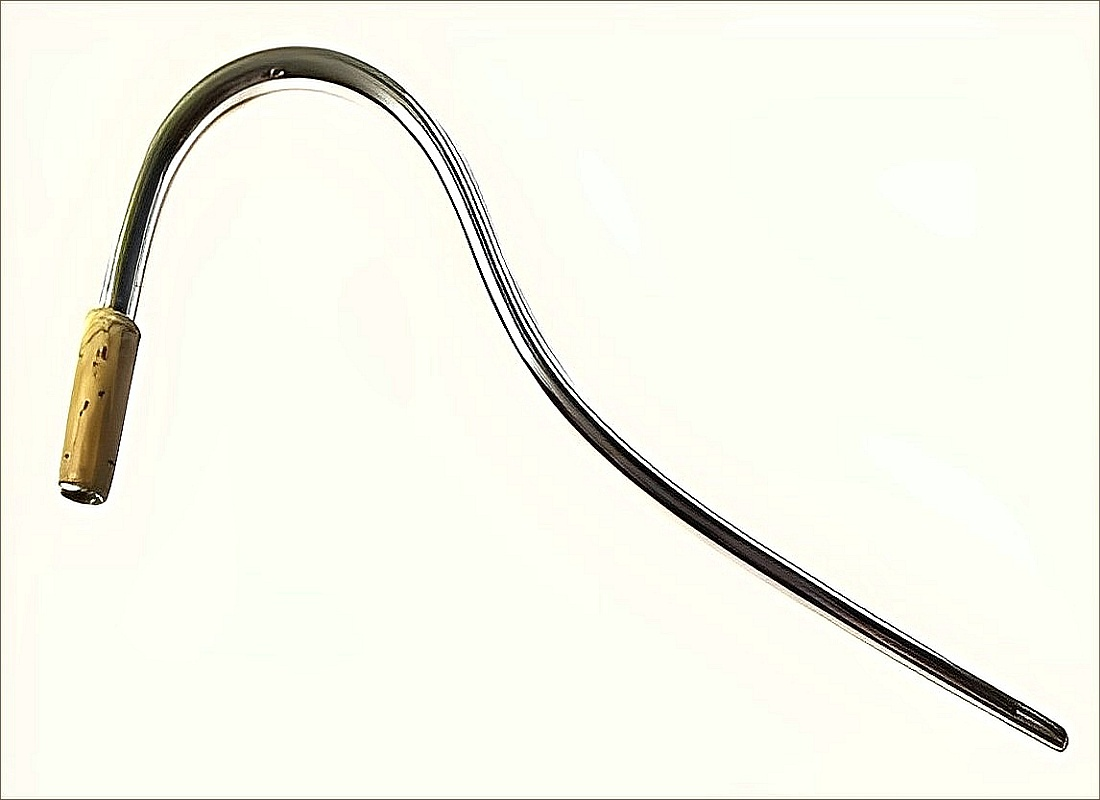
Bocal de basson : Le bocal est utilisé en insérant l'extrémité en liège dans l'instrument (dans ce cas, un basson). L'anche préparée est ensuite placée sur l'autre extrémité du bocal.
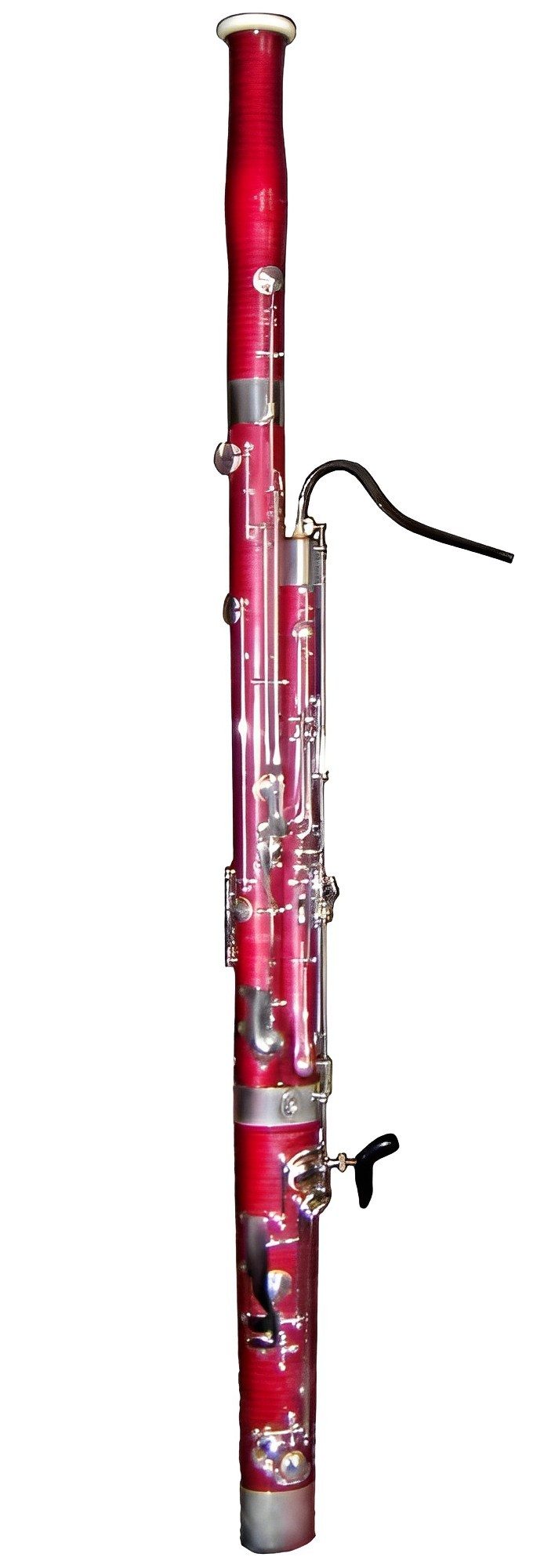
Basson complet avec son bocal.
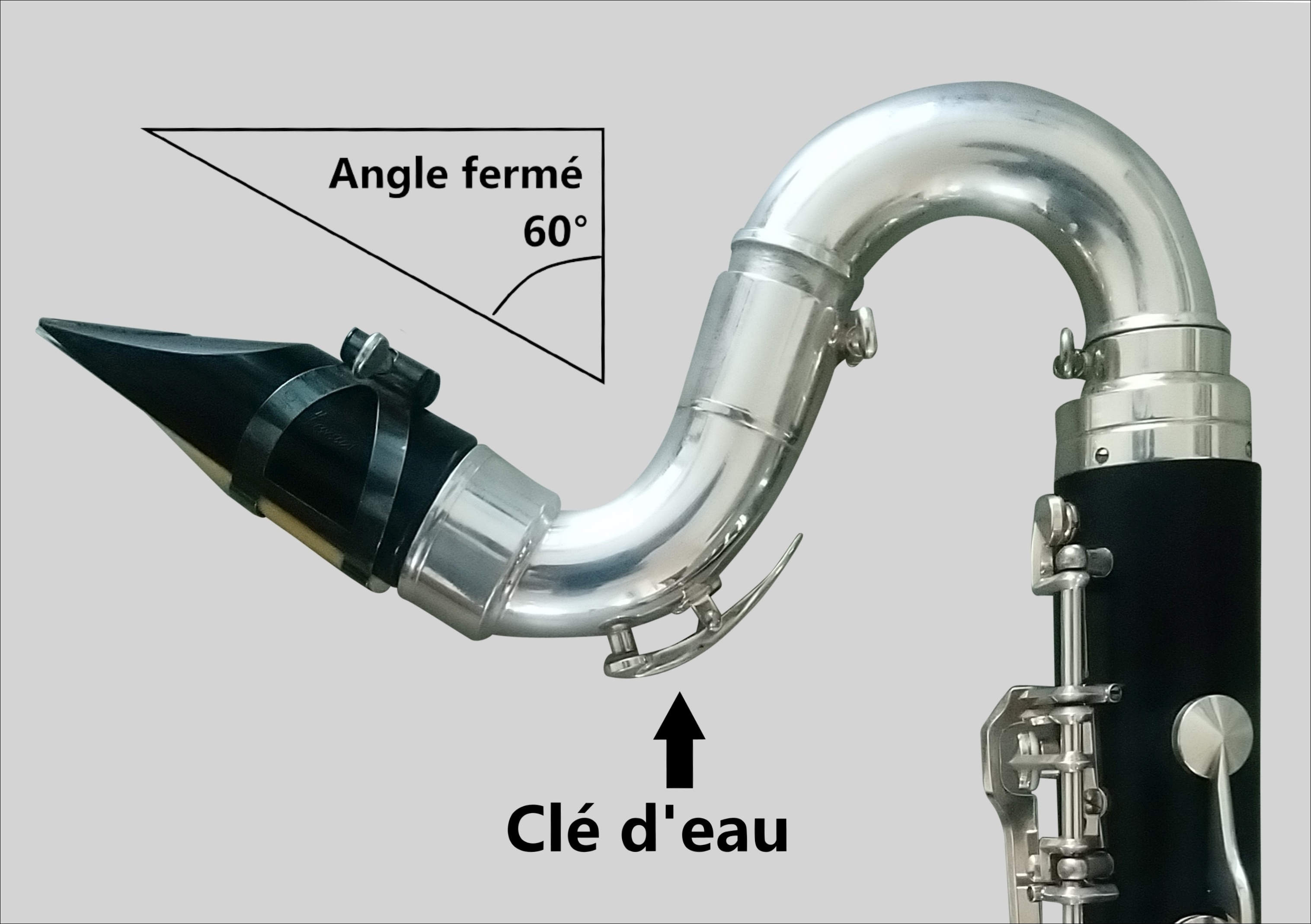
Bocal extensible de clarinette basse Leblanc avec clé d'eau, à angle fermé (60°), sans clé de registre.
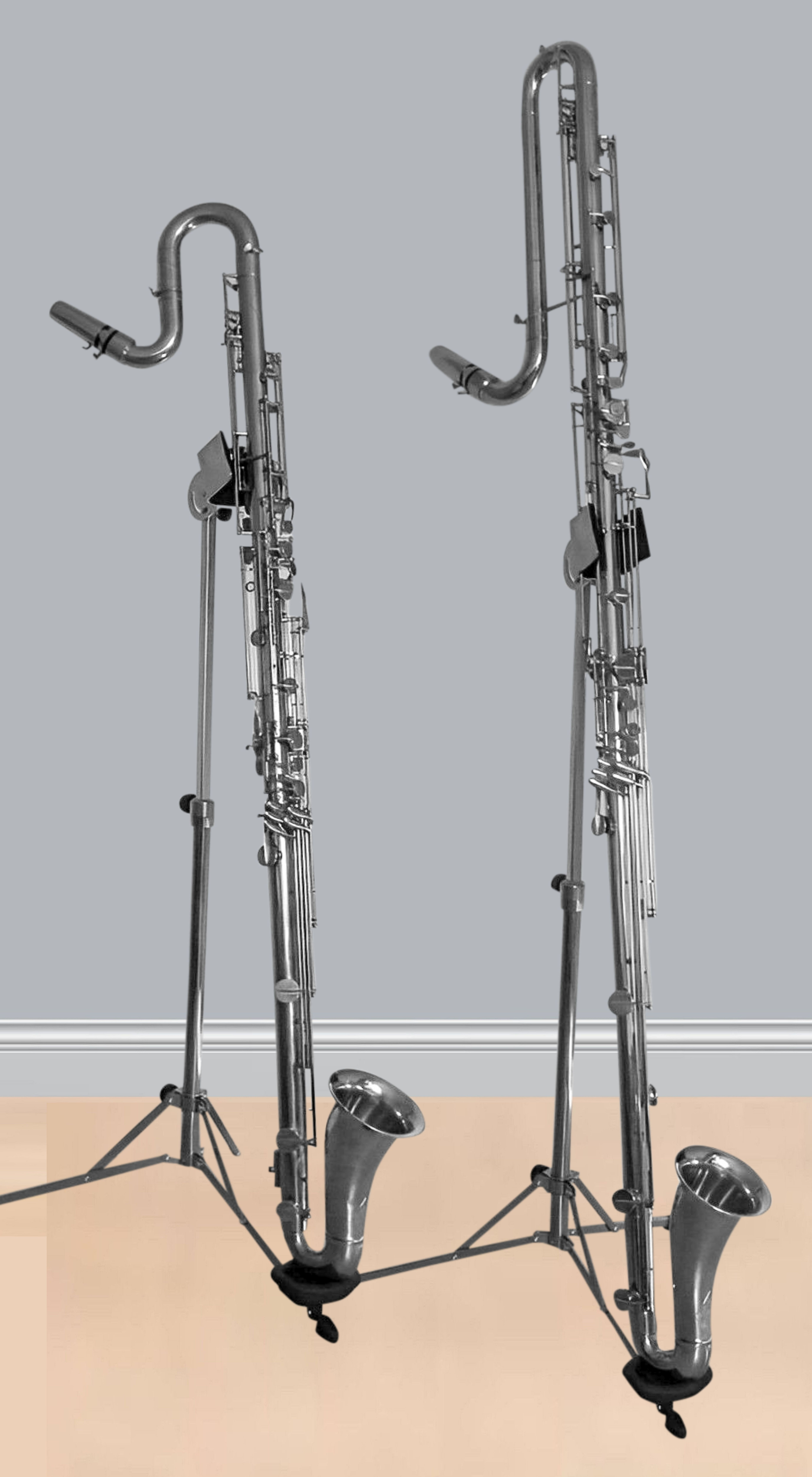
Grandes clarinettes à bocal : Clarinettes contrebasse et contralto.
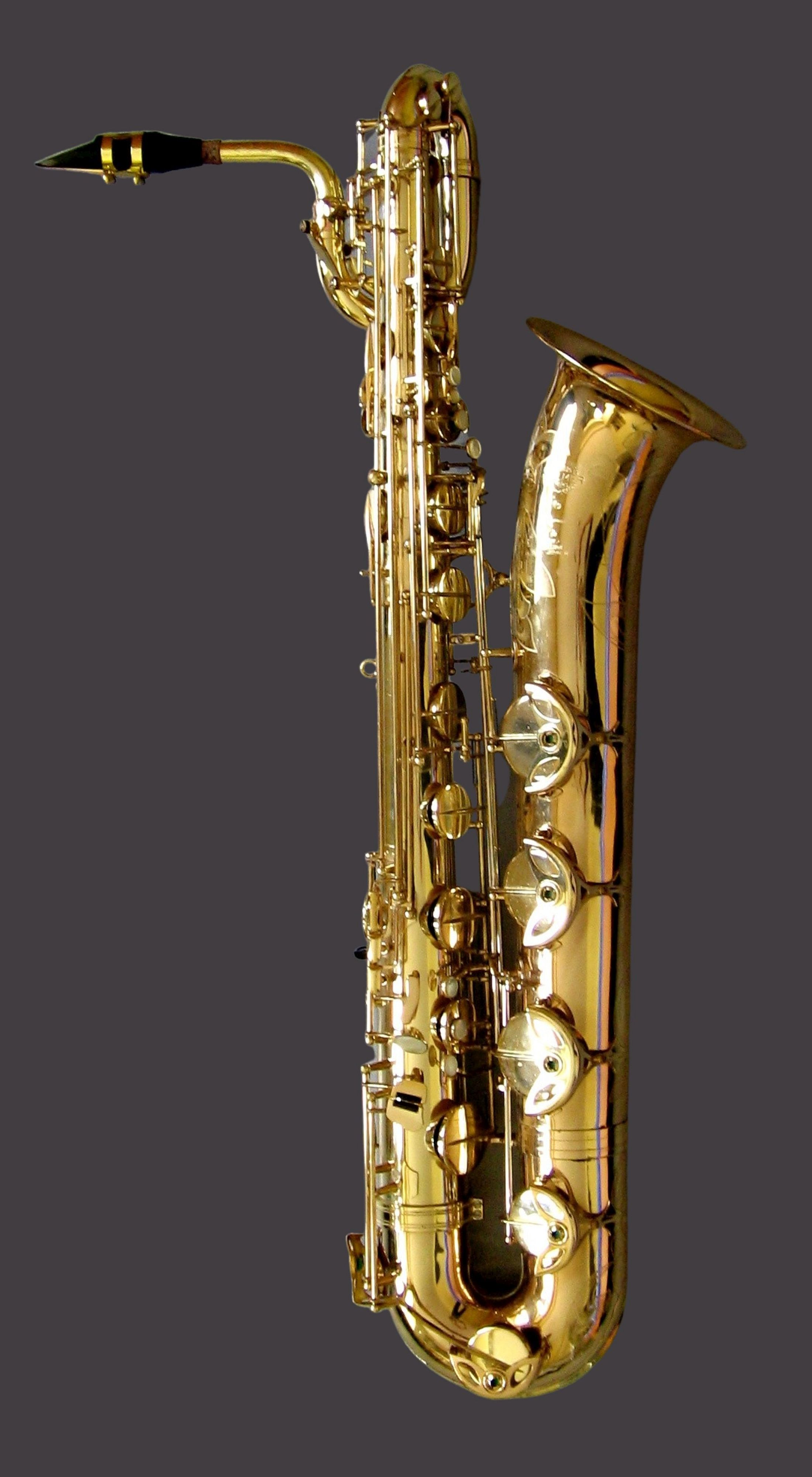
Saxophone baryton complet avec son bocal (angle ouvert) et son bec.
Flûte à bec basse avec son bocal.